# Роулингс, Келли
Ке́лли Луи́за Ро́улингс (в девичестве — Хэкмен, англ. Kelly Louise Rawlings-Hackman; 10 декабря 1980, Уотфорд, Великобритания) — британская гимнастка, участница летних Олимпийских игр 2000 года.

## Спортивная биография
Заниматься спортивной гимнастикой Келли начала с 5 лет, пойдя по стопам старшей сестры Кирсти.
В 2000 году Хэкмен приняла участие в летних Олимпийских играх в Сиднее. В квалификационном раунде соревнований британская гимнастка выступила неудачно. Лучшим результатом на индивидуальных снарядах стало 53-е место в упражнении на бревне. В командных соревнованиях женская сборная Великобритании выступила впервые с 1984 года и заняла в квалификационном раунде 10-е место.